# Paulin Nuotclà
Paulin Nuotclà (* 1951 in Scuol) ist ein Schweizer Liedermacher, Restaurator, Zeichnungslehrer, Illustrator, Gipser und Sgraffito-Künstler sowie Autor von Comics.
Er gab seit den 1970er-Jahren mehrere Schallplatten heraus und war einer der ersten Liedermacher mit Songs im bündnerromanischen Idiom Vallader. Nuotclà gilt als einer der Pioniere des «Rock Rumantsch».
Nuotclà trat auch als Verfasser mehrerer Comics auf Romanisch und als Schulbuchillustrator hervor.
Er besitzt ein Maler- und Gipsergeschäft in La Punt.

## Werke

### Schallplatten
- Che fain’hoz. Paulin Nuotclà (Gesang, Gitarre, Kontrabass, Orgel); Michael Frei (Gitarre); Kurt Guggisberg (Schlagzeug); Etienne Conod (Orgel, Klavier). Kirchberg: Sunrise Studios, 1977. LP 33
- Sgurdibels. Paulin Nuotclà; Michael Frey; Etienne Conod. 1978.
- Mouva’t.  Paulin Nuotclà, Michael Frey, Andrea Thöny, Flurin Caviezel, Louis Streiff, Peter Tönz, Gabi Fedi, Domenic Janett, Curdin Janett. Fata Morgana records, 1984.

### Comics
- Baldi. Lia rumantscha, Chur 1985.

## Weblink
- Arnold Rauch: Paulin Nuotclà, artist universal | Universalkünstler | Purtret | Cuntrasts. In: YouTube. RTR Films, 5. August 2021, abgerufen am 25. September 2023 (rätoromanisch, mit deutschen Untertiteln).